# Selección masculina de rugby 7 de Georgia
La selección masculina de rugby 7 de Georgia  es el equipo nacional de la modalidad de rugby 7 para competir en la Copa del Mundo, en la Serie Mundial y en torneos europeos.

## Plantel
1. Giorgi Mchedlishvili
2. Giorgi Sordia
3. Zurab Dzneladze
4. Tornike Managadze
5. Ramaz Kharazishvili
6. Saba Shubitidze
7. Ilia Spanderashvili
8. Davit Modzghvrishvili
9. Luka Iurini
10. Giorgi Gogoladze
11. Giorgi Pruidze
12. Davit Meskhi

## Participación en copas

### Copa del Mundo
- Edimburgo 1993: no clasificó
- Hong Kong 1997: no clasificó
- Mar del Plata 2001: 10º puesto[2]
- Hong Kong 2005: 11º puesto[3]
- Dubái 2009: 21º puesto[4]
- Moscú 2013: 19º puesto[5]
- San Francisco 2018: no clasificó

### Serie Mundial
- Serie Mundial 99-00: 10º puesto (12 pts)[6]
- Serie Mundial 00-01: 14º puesto (4 pts)
- Serie Mundial 01-02: 18º puesto (0 pts)
- Serie Mundial 02-03: 14º puesto (4 pts)[7]
- Serie Mundial 03-04: 17º puesto (0 pts)[8]
- 2004-05 al 2007-08: no clasificó
- Serie Mundial 08-09: 17º puesto (0 pts)[9]
- 2009-10 al 2021-22: no clasificó

### Challenger Series
- Challenger Series 2022: 2° puesto

### Juegos Olímpicos
- Río 2016: no clasificó
- Tokio 2020: no clasificó